# Mäkelä (patronyme)
Mäkelä (également orthographié Makela) est un nom originaire de Finlande, et qui signifie « la ferme de la colline » en finnois (de mäke, forme de mäki, « colline », et locatif -lä, « lieu de, ferme de »). C'est le cinquième patronyme le plus fréquent en Finlande avec 19 608 Mäkelä enregistrés en 2010 par l'office du recensement. 
- Klaus Mäkelä, chef d'orchestre